# Charles Wilkes
Charles Wilkes (3 de abril de 1798 - 8 de febrero de 1877) fue un oficial de la Marina de Estados Unidos, explorador, pteridólogo, y botánico estadounidense, conocido por la expedición alrededor del mundo que lleva su nombre, realizada entre 1838 y 1842 y también por su actuación en el caso Trent, durante la guerra civil estadounidense.

## Biografía
Wilkes nació en la ciudad de Nueva York en 1798 y era sobrino del Lord Mayor de Londres, John Wilkes. Su madre Mary Seton murió cuando Charles tenía tres años, por lo que fue criado en un principio por su tía Elizabeth Ann Seton, que convertida al catolicismo, fue la primera mujer canonizada nacida en Estados Unidos. Wilkes posteriormente ingresó en un internado y más tarde estudió en la Universidad de Columbia, entró en la Armada de los Estados Unidos en 1818, alcanzando el grado de teniente en 1826.
En 1830, después de su estudio sobre la bahía Narragansett, fue nombrado jefe del Departamento de Cartografía e Instrumental de la Armada, institución que años después se convertiría en el Observatorio Naval de los Estados Unidos.

## La expedición de los Mares del Sur

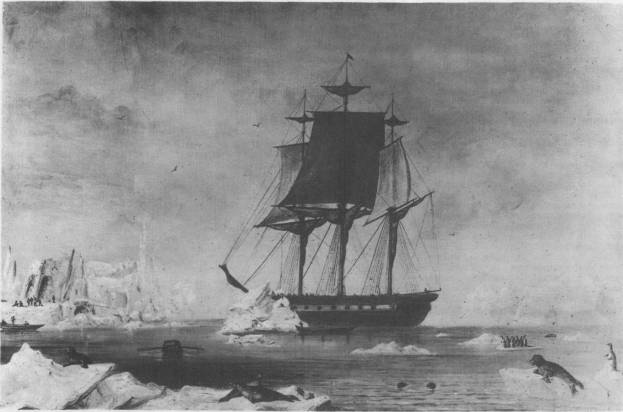
El barco de la expedición Wilkes en la Antártida.

Ruta de la expedición Wilkes en la Antártida.

En 1838 fue nombrado jefe de la expedición The United States Exploring Expedition, conocida también como expedición Wilkes, organizada por el Gobierno de Estados Unidos con el ánimo de dar una vuelta al mundo en labores de exploración e investigación, que incluía una gran variedad de científicos como naturalistas, botánicos, geólogos, taxidermistas y un filólogo. El viaje partió de Hampton Roads en la costa atlántica en 1838, visitaron las Islas Madeira, Río de Janeiro, bordearon América por Tierra del Fuego y llegaron a Chile, Perú, El archipiélago Tuamotu, Samoa y Nueva Gales del Sur. Desde Sídney navegaron hacia el océano Antártico en diciembre de 1839 e informaron del descubrimiento «de un continente Antartico al oeste de las islas de las ballenas», visitaron también Fiyi y las islas Hawái en 1842, exploraron la costa oeste de Estados Unidos, incluido el estrecho de Juan de Fuca, el río Columbia, la bahía de San Francisco y el río Sacramento en 1841, y volvieron por Filipinas, Borneo, Singapur, Polinesia y el cabo de Buena Esperanza, alcanzando Nueva York el 10 de junio de 1842.
Su narración de la exploración, que comprende cinco volúmenes y un atlas, fue publicada en 1844, también editó un informe científico de la expedición que comprende veinte volúmenes y 11 atlas.

## El incidente del Trent
Durante la guerra civil estadounidense fue nombrado comandante de la fragata San Jacinto. En 1861, al mando de este barco, interceptó el vapor inglés Trent y capturó los comisionados confederados para Inglaterra que viajaban en el barco, llevándolos posteriormente al puerto de Boston. El asunto provocó un grave conflicto diplomático con Inglaterra.
En 1864, por una carta escrita contra el Secretario de Marina fue declarado culpable de desobediencia a las órdenes e insubordinación, siendo condenado a reprimenda pública y una suspensión de tres años, que el presidente Abraham Lincoln redujo a uno.
Wilkes murió en Washington D. C. con el rango de contraalmirante. En 1909 sus restos fueron trasladados al Cementerio de Arlington.

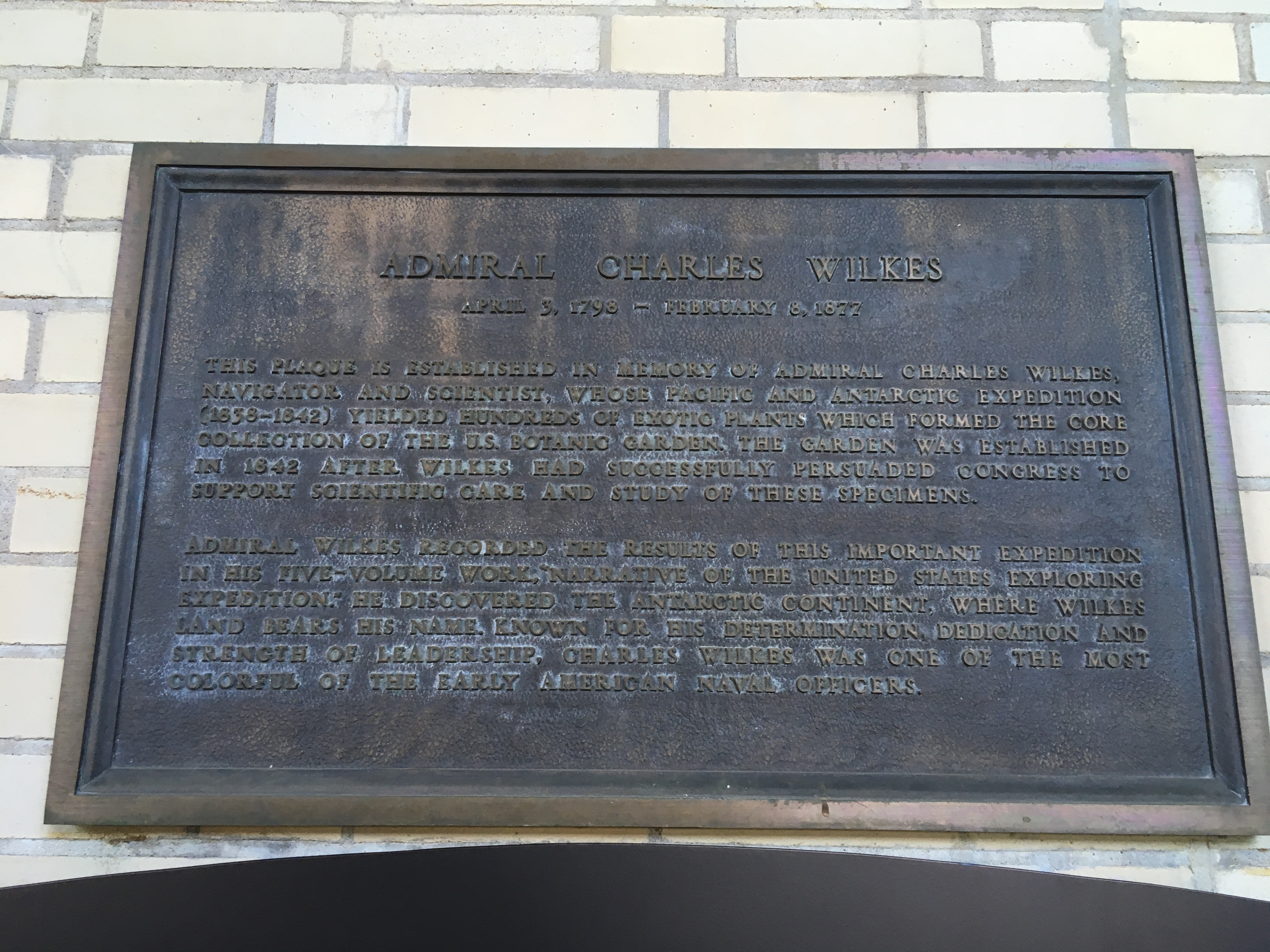

## Honores

### Eponimia
Género
- (Asteraceae) Wilkesia A.Gray[1]

Especies
- (Cyatheaceae) Cyathea wilkesiana Domin[2]

- (Dioscoreaceae) Dioscorea wilkesii Uline ex R.Knuth[3]

- (Dryopteridaceae) Polybotrya wilkesiana Brack.[4]

- (Euphorbiaceae) Acalypha wilkesiana Mull.Arg.[5]

- (Fabaceae) Lupinus wilkesianus C.P.Sm.[6]

- (Lamiaceae) Stenogyne wilkesii (Sherff) H.St.John[7]

- (Lomariopsidaceae) Arthrobotrya wilkesiana (Brack.) Copel.[8]

- (Lomariopsidaceae) Teratophyllum wilkesianum (Brack.) Holttum[9]

- (Polypodiaceae) Polypodium wilkesii C.Chr.[10]

- (Rubiaceae) Psychotria wilkesiana Standl.[11]

- (Solanaceae) Lycium wilkesii Ball[12]

- La abreviatura «Wilkes» se emplea para indicar a Charles Wilkes como autoridad en la descripción y clasificación científica de los vegetales.[13]

## Literatura
- Nathaniel Philbrick. Dämonen der See. 2004